# Phoberopus
Phoberopus is een geslacht van rechtvleugeligen uit de familie grottensprinkhanen (Rhaphidophoridae). De wetenschappelijke naam van dit geslacht is voor het eerst geldig gepubliceerd in 1897 door Saussure & Pictet.

## Soorten
Het geslacht Phoberopus omvat de volgende soorten:
- Phoberopus championi Saussure & Pictet, 1897
- Phoberopus minor Hubbell, 1977